# Целльнер, Мартина
Марти́на Це́лльнер (нем. Martina Zellner; 26 февраля 1974, Траунштайн, Бавария, ФРГ) — бывшая немецкая биатлонистка, олимпийская чемпионка 1998 года в эстафете, двукратная чемпионка мира 1999 года в спринте и эстафете, многократный призёр чемпионатов мира. В сезоне 1997/1998 была близка к завоеванию Кубка мира, но в общем зачёте заняла лишь третье место, уступив Магдалене Форсберг и Уши Дизль.